# Téléfiction
 (mars 2022).
Si vous disposez d'ouvrages ou d'articles de référence ou si vous connaissez des sites web de qualité traitant du thème abordé ici, merci de compléter l'article en donnant les références utiles à sa vérifiabilité et en les liant à la section « Notes et références ».
Téléfiction est une société de production de télévision et cinéma et une des figures majeures de la production indépendante au Québec.

## Télévision, Web et spectacles
Sa filiale Téléfiction Productions a produit plus de 1 350 heures de télévision dont 675 heures de fiction jeunesse, 64 heures de fiction pour le prime time, ainsi que 615 heures de variétés, documentaires et de magazines.
Le secteur jeunesse cumule à lui seul la production de plus de 1 453 épisodes originaux, telles que Comme des têtes pas de poule, Zoomizoom, Les Mutants, Salmigondis, 1,2,3… géant !, Toc Toc Toc, Dominique raconte…, Cornemuse, Ayoye et Pin-Pon, avec les sites Web interactifs de Toc Toc Toc et de Salmigondis.
Elle a fait son entrée dans le monde du spectacle en 2012 en créant Oki Spectacles, après son succès avec Luc Langevin illusionniste – Réellement sur scène. OKI Spectacles produit en 2018 le deuxième spectacle de Luc Langevin, Maintenant demain.

## Films Vision 4
Fondée en 1982, Films Vision 4 est la filiale de production cinématographique du groupe Téléfiction et se distingue par sa production de films de genres différents. Elle compte à son actif une trentaine de longs métrages, dont Aurélie Laflamme les pieds sur terre, Le journal d'Aurélie Laflamme, Les pieds dans le vide, Duo, Le Survenant, Nez Rouge, La mystérieuse mademoiselle C., La loi du cochon, Pin-Pon, le film, Le dernier souffle, Matusalem, La Florida, et plusieurs autres.

## Distribution
Téléfiction fait également de l’acquisition de contenu : films longs métrages, séries jeunesse et séries documentaires. 